# 南部町 (下関市)
南部町（なべちょう）は、山口県下関市にある地名。郵便番号は750-0006。当地域の人口は908人（平成27年国勢調査による）。

## 地理
下関市の南部に位置する。北は田中町、西は名池町、南は観音崎町とあるかぽーと、東は唐戸町に隣接する。

## 歴史

### 地名の由来
14世紀半ばに築かれた南部城に由来する。

### 沿革
- 611年（推古天皇19年）琳聖太子が福生寺として霊場を開く[4]。現在の専念寺である。
- 10世紀後半（正暦年間）菅原神社の社殿が創建される[4]。
- 13世紀半ば 福生寺が時宗に転宗。現在と同名の専念寺となる[4]。
- 1576年（天正4年）守直政が酉谷寺を創建[4]。
- 1858年（安政5年）大国神社の社殿を創建。のち2回焼失するも度々再建[4]。
- 1890年（明治23年）長府にあった浄瑠璃山本尊薬師如来国分寺を移転[4]。
- 1945年（昭和20年）専念寺の堂宇が戦災で焼失[4]。
- 1947年（昭和22年）国分寺の堂宇が戦災で焼失[4]。
- 1954年（昭和29年）西南部町、東南部町、唐戸町の一部から南部町を新設[5]。
- 1955年（昭和30年）下関市役所が貴船町から新築移転[5]。
- 1956年（昭和31年）昭和29年に編入されていなかった西南部町・東南部町を全域統合[5]。
- 1966年（昭和41年）南部町の一部が名池町となる。同時に関後地村、唐戸町から一部を編入[5]。
- 1975年（昭和50年）下関東郵便局が山の田東町に移転。その後旧舎は下関南部町郵便局となる[5]。
- 1986年（昭和61年）下関商工会議所が田中町から移転し南部町に商工会館を建設[5]。

## 小・中学校の学区
市立小・中学校に通う場合、学区は以下の通りとなる。
| 町丁   | 番・番地 | 小学校             | 中学校             |
| ------ | -------- | ------------------ | ------------------ |
| 南部町 | 全域     | 下関市立名池小学校 | 下関市立名陵中学校 |

## 施設
- 下関市議会
- 下関市役所[5]
- 下関商工会議所商工会館[5]
- 長府国分寺[4]
- 専念寺[4]
- 酉谷寺[4]
- 大国神社[4]
- 菅原神社[4]
- 旧秋田商会ビル
- 下関南部町郵便局[5]

## 出身・ゆかりのある人物
- 秋田三一（貴族院議員、山口県多額納税者、材木商、海運業） - 秋田寅之介の養子。
- 秋田寅之介（資産家[7]、衆議院議員、下関市会議長、秋田商会社長） - 東南部町に居住した。
- 秋田松次郎（山口県多額納税者[8]、運送業、回漕業及旅館兼委託物品問屋）[9] - 秋田寅之介の養父。
- 林助之進（山口県多額納税者[8]、大助商店、荒物商、林平四郎の養兄） - 東南部町に居住した。